# Harmil
Harmil är en ö i Eritrea. Den ligger i den nordöstra delen av landet, 180 km nordost om huvudstaden Asmara. Arean är 22,3 kvadratkilometer.
Terrängen på Harmil är mycket platt. Öns högsta punkt är 25 meter över havet. Den sträcker sig 8,4 kilometer i nord-sydlig riktning, och 6,4 kilometer i öst-västlig riktning.